# Dehmoj
Dehmoj (tadż. Деҳмой) – miejscowość i dżamoat w północnym Tadżykistanie położone w dystrykcie Jabbor Rasulow w wilajecie sogdyjskim. W 2009 roku dżamoat zamieszkiwało 10 831 osób.